# Zosime incrassata
Zosime incrassata är en kräftdjursart som beskrevs av Georg Ossian Sars 1910. Zosime incrassata ingår i släktet Zosime och familjen Tisbidae. Arten är reproducerande i Sverige. Inga underarter finns listade i Catalogue of Life.